# Ц/2014 Е2
Ц/2014 Е2 је комета коју су открију бразилски астрономи Едуардо Пиментел и Жоао Рибејиро, 13. марта 2014.
Ц/2014 Е2 ће 13. јула 2014. проћи поред Венере на удаљености од 0.085 АУ. Има орбитални период од око 30,000 година. Креће се брзином од 27 километара на сат.